# Georg Gottfried Gervinus
Georg Gottfried Gervinus (Darmstadt, 1805 – Heidelberg, 1871) è stato un politico e storico tedesco.

## Biografia
Fu professore all'Università di Gottinga, ma nel 1837 fu allontanato per la sua accesa protesta contro il re Ernesto Augusto.
Fu successivamente riabilitato ed insegnò all'Università di Heidelberg. Politico liberale, fece parte dell'Assemblea Nazionale e manifestò un grande dissenso nei confronti del dominio prussiano in Germania.
Fu inoltre un acuto critico del Congresso di Vienna, che riteneva un'inutile gozzoviglia.
Fu direttore dal 1847 della rivista Deutscher Zecturg  da lui fondata.

## Opere
- Geschichte der poetischen National-Literatur der Deutschen, 5 Bde., 1835-1842
- Grundzüge der Historik, 1837
- Einleitung in die Geschichte des neunzehnten Jahrhunderts, 1853
- Geschichte des neunzehnten Jahrhunderts seit den Wiener Verträgen, 8 voll.
- G. G. Gervinus Leben. Von ihm selbst, 1860, 1893 Verträgen, 8 Bde., 1855-1866
- Shakespeare, 1862
- M. Martirano, Le idee di Georg Gottfried Gervinus sull'Istorica e un confronto con Francesco De Sanctis, in «Archivio di storia della cultura», VII (1994), pp. 261–272
- G. G. GERVINUS, Lineamenti di Istorica, traduzione introduzione e cura di M. Martirano, Rubbettino, Soveria Mannelli, 1998.